# Kobold (folklore)

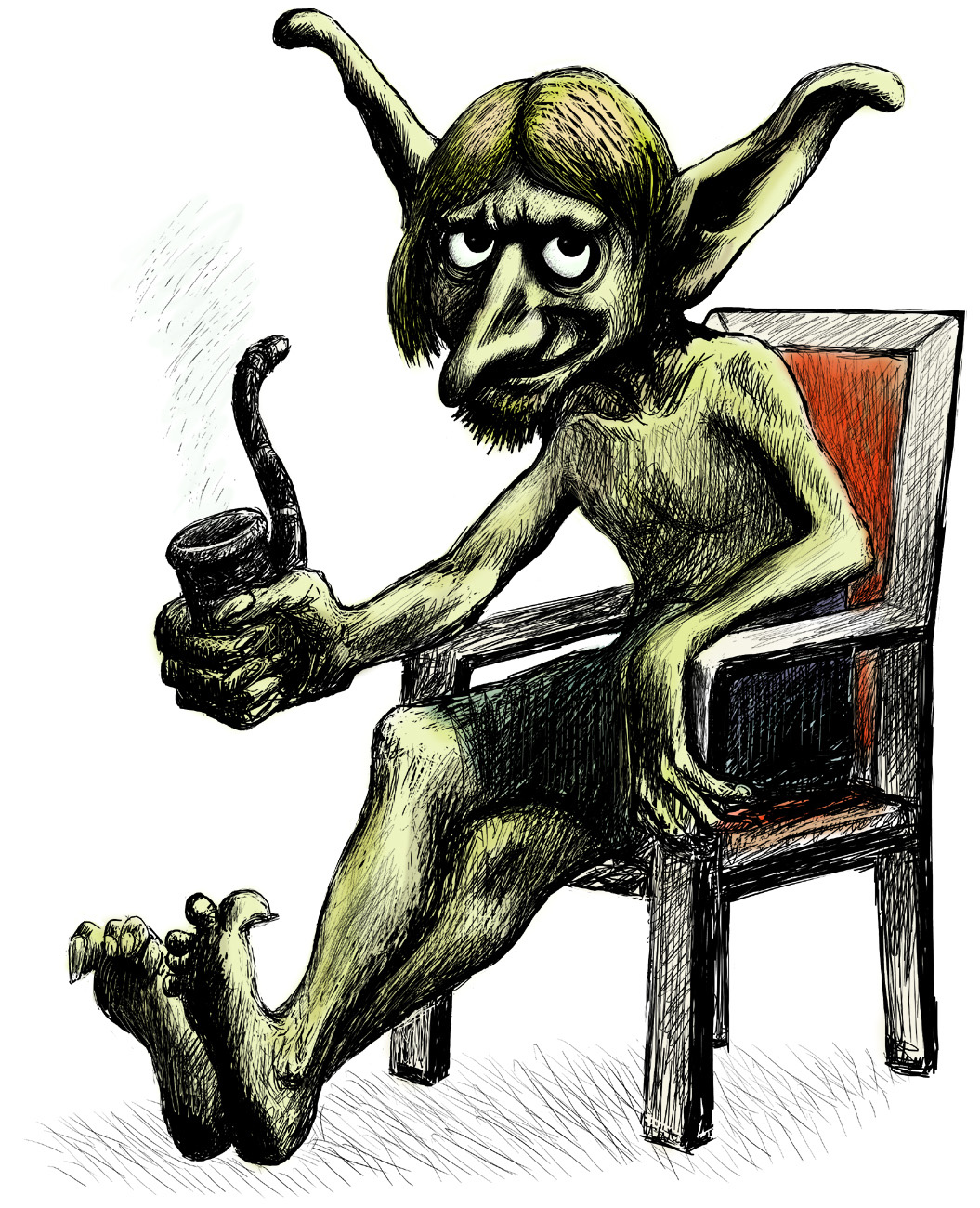
Kobold

Een kobold is een (vaak kwaadaardige) soort kabouter, een aardmannetje.
Kobolden komen in Duitse en Scandinavische volksverhalen voor. Er zijn verschillende soorten kobolden die soms de mensen helpen, maar mensen ook in problemen kunnen brengen.

## Eigenschappen
Vaak staat een kobold voor alles tegengesteld aan de (goede) elfen, de luchtwezens, en nimfen (die in water of planten leven). De wezens kunnen zich als dier vertonen. Het zijn dieven, ze begeleiden de doden (vooral op Allerzielen). Kobolden gebruiken elfenfruit om mensen te lokken.
Kobolden hebben overeenkomsten met andere mythologische wezens. Er zijn soorten die als huisgeesten in gewone huizen kunnen voorkomen en het huis beschermen, als (natuurlijke) beschermgeest, maar er zijn ook soorten die in de mijnen de ertslagen bewaken. Het metaal kobalt dankt zijn naam aan dit bijgeloof. De Kloppers of Knocker zijn meestal vriendelijk voor mijnwerkers, zie ook Coblynau.
Kobolden hebben met elkaar gemeen dat ze klein en intelligent zijn. Verder beschikken ze uiteraard over magische krachten. Ook dieren kunnen onder de macht van een kobold komen.
Als ze de mens gunstig gezind zijn kunnen ze voorspoed brengen, maar wie het met de kobolden aan de stok krijgt, heeft een geduchte tegenstander aan ze.

## Wisselkind
Soms ruilen kobolden mensenbaby's om. De nietsvermoedende ouders voeden zo de (kwaadaardige) koboldenbaby op als mensenkind, een wisselkind.

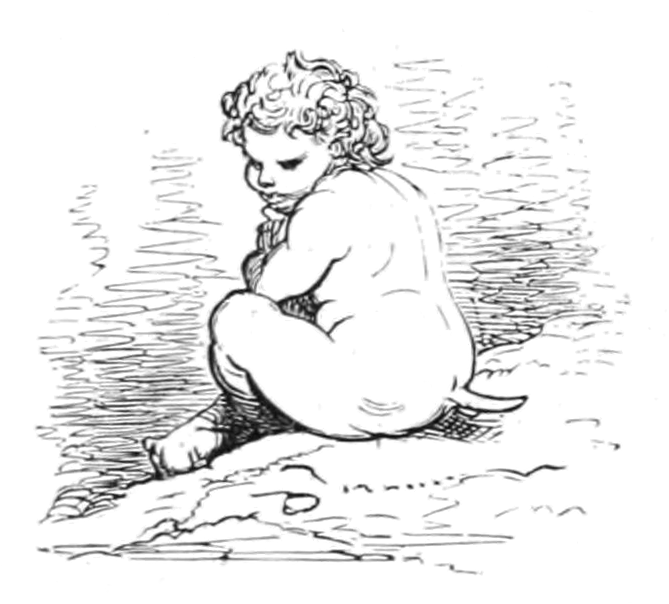
Een koboldbaby (een wisselkind)
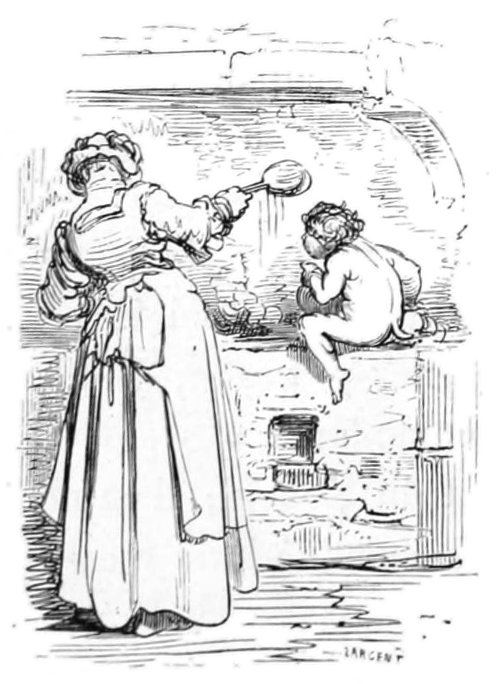
Een menselijke vrouw met een koboldenbaby (een wisselkind)

## Verwante wezens

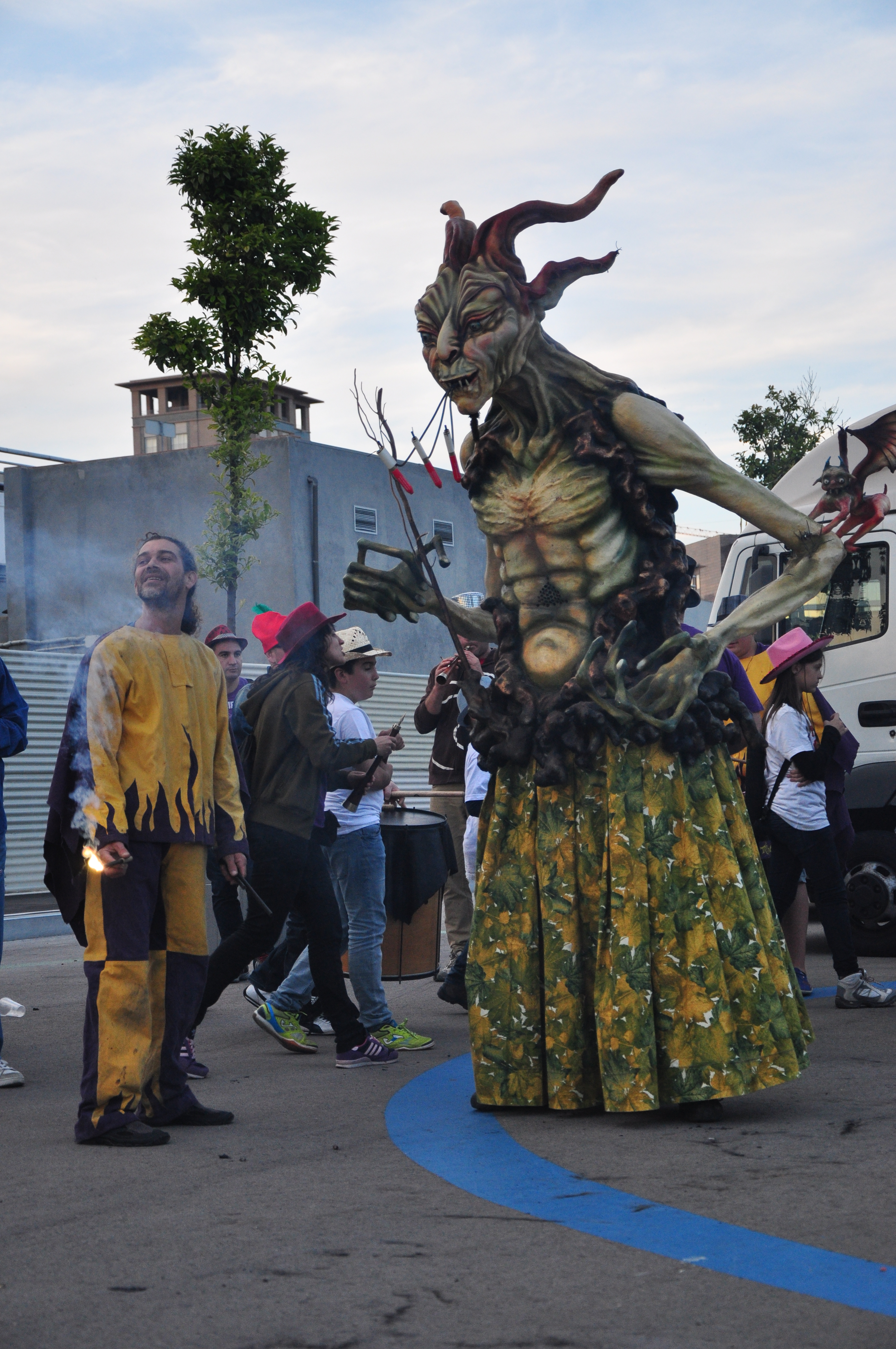
Een follet in Barcelona

Door migratie en vertalingen zijn grenzen tussen kobolden en verwante wezens niet duidelijk te trekken, zie ook Blue Cap, Cofgod, Dokkaebi, Heinzelmännchen en Bogles.
Een follet is een soort kobold met dezelfde toverkrachten en wonderlijke gaven als feeën.

## Lectuur
- In Harry Potter zijn kobolden de bewakers van de tovenaarsbank Goudgrijp.

## Spel
- In Warcraft zijn kobolden een neutraal, ratachtig ras, dat voorkomt in ondergrondse grotten en in mijnen en dat spelers aanvalt als ze te dichtbij komen. Deze moeten niet verward worden met goblins, hoewel goblin ook naar kobold vertaald kan worden.

- In Clash of Clans zijn kobolden kleine groene wezentjes die verzot zijn op goud.
- In Clash Royale komen kobolden ook voor, dit is dezelfde karakter als die in Clash of Clans. Spelers kunnen kobolden als troepen plaatsen met speren of messen.

## Vernoeming
- Het metaal kobalt is naar kobold genoemd.